# I commedianti (romanzo)
I commedianti (The Comedians) è un romanzo di Graham Greene pubblicato nel 1966.
Dal libro - tradotto in varie lingue (tra cui svedese, danese, polacco, tedesco e italiano) - fu tratto nel 1967 l'omonimo film diretto da Peter Glenville con Richard Burton, Elizabeth Taylor, Alec Guinness, Peter Ustinov, James Earl Jones, Cicely Tyson e Lillian Gish.

## Trama
Tre uomini di mezza età si incontrano su una nave diretta ad Haiti. Brown è il tipico antieroe di Greene: si sta recando a dirigere l'Hotel Trianon, un albergo di lusso lasciatogli in eredità dalla madre; Smith è un americano tranquillo ed un po' ingenuo interamente consacrato alla vita vegetariana; il maggiore H.O. Jones raccoglie informazioni e confidenze. I tre nomi, dei più banali nel mondo anglosassone, suggeriscono già una forte "normalità" nei caratteri nei tre personaggi e, sullo sfondo della terribile dittatura di François Duvalier e dei crimini della sua polizia segreta, i Tonton Macoute, inizia il "gioco delle parti" interpretato dai tre "commedianti".
Greene ci racconta il crescente fatalismo di Brown nell'osservare la discesa nelle barbarie di Haiti. Alcune complicazioni sono date dall'amicizia di Brown con un capo dei ribelli, dalla presenza di un mercante d'armi britannico, e da un'avventura sentimentale con Martha Pineda, moglie di un ambasciatore sudamericano. L'Hotel Trianon è ispirato dall'Hotel Oloffson nel centro di Port-au-Prince.

## Edizioni in italiano
- I commedianti, traduzione di Bruno Oddera, Collana La Medusa. I grandi narratori d'ogni paese, Milano, Arnoldo Mondadori Editore, 1966,  p. 372.
- I commedianti, Collana Oscar n.324, Milano, Mondadori, 1976.
- in  Romanzi vol.II, a cura di Paolo Bertinetti, trad. Adriana Bottini, Collana I Meridiani, Milano, Mondadori, 2001, ISBN 978-88-04-48928-3.